# Рейнджер-1
Рейнджер-1 — американський безпілотний космічний апарат, призначений для випробування ракети-носія Атлас-Аджена і обладнання космічного апарата при підготовці польоту для отримання зображення поверхні Місяця з високою роздільною здатністю до зіткнення апарата з поверхнею. Додатковим завданням було вивчення космічних променів у міжпланетному просторі. Перший з двох апаратів блоку 1.

## Опис
Апарати блоку 1 мали шестикутну базу діаметром 1,5 м, до якої кріпилася конусоподібна структура з алюмінієвих стійок висотою 4 м. Дві панелі сонячних батарей розмахом 5,2 м кріпилися знизу до бази. Спрямована антена з високим коефіцієнтом підсилення була прикріплена знизу до бази.
Наукове та інше обладнання встановлювались в базі і башті. Серед обладнання Рейнджера-1 були:
- спектрометр,
- магнітометр,
- аналізатор електростатичного заряду,
- два детектора енергетичних частинок,
- детектор космічних променів,
- детектор космічного пилу,
- лічильники сцинтиляцій.

Система зв'язку:
- спрямована антена з високим коефіцієнтом підсилення,
- неспрямована антена з середнім коефіцієнтом підсилення,
- два передавача: один потужністю 0,25 Вт з частотою 960,1 МГц, другий потужністю 3 Вт з частотою 960,05 МГц

Живлення забезпечували 8680 сонячних елементів у двох панелях, срібноцинкові акумуляторні батареї масою 57 кг і маленькі батареї для деяких приладів.
Орієнтацію забезпечували напівпровідникове реле часу, сонячні й земні сенсори, реактивні двигуни крену і повороту.
Температура регулювалась пасивним способом з використанням золотого напилення, білої фарби і полірованої алюмінієвої поверхні.

## Політ
Рейнджер-1 було успішно запущено 23 серпня 1961, апарат вийшов на низьку опорну орбіту, через збій в роботі Аджени-Бі не вийшов на заплановану навколоземну орбіту 60 000 × 100 000 км для випробування схеми польоту і перевірки роботи систем. Апарат відокремився від розгінного блоку на низькій опорній орбіті
30 серпня Рейнджер-1 згорів у атмосфері.
Політ був частково успішним — вдалося перевірити роботу більшості обладнання, але було отримано мало наукової інформації.